# Labasa

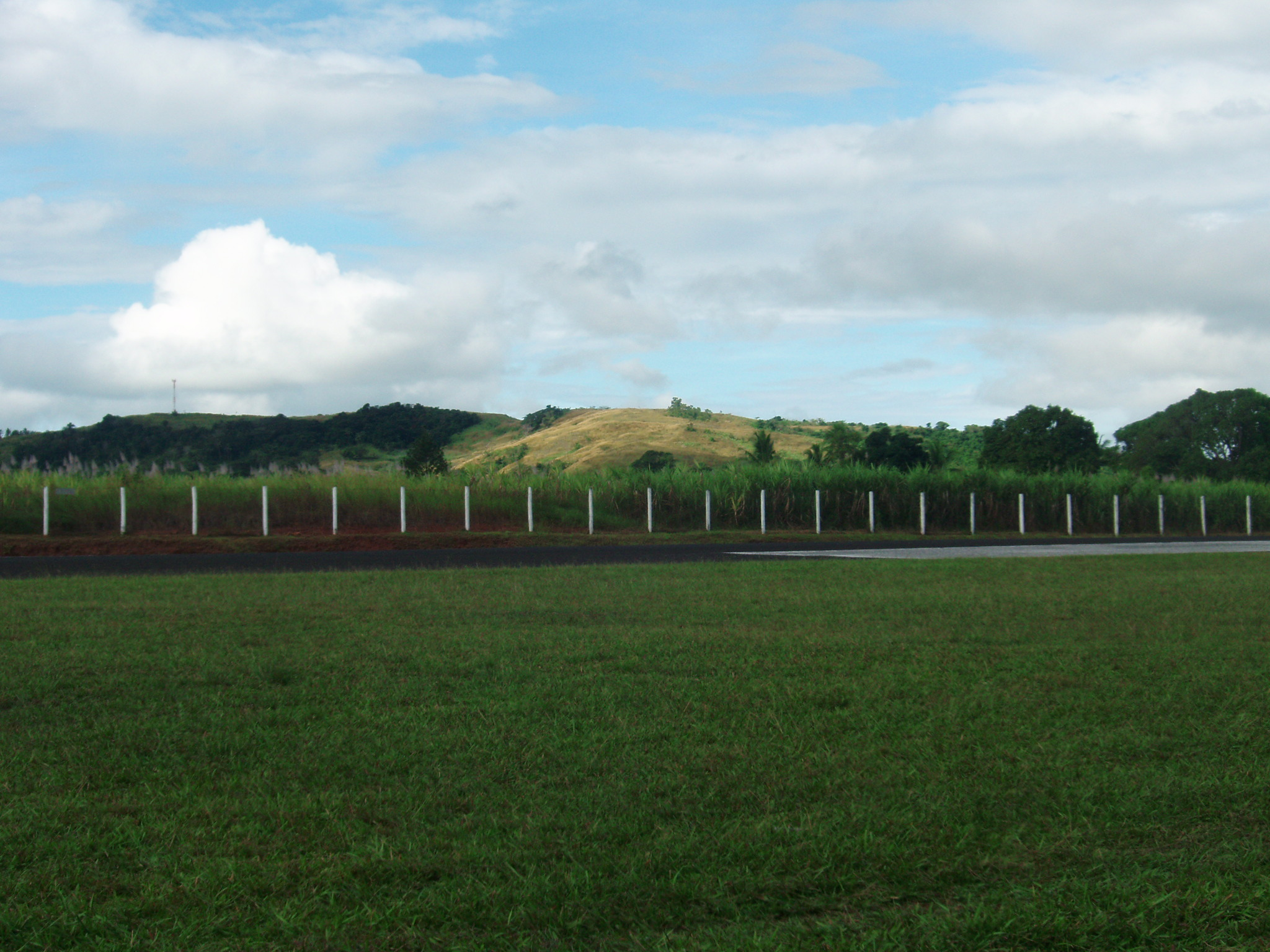

Labasa est une ville située dans la province de Macuata, sur la côte nord-est de l'île de Vanua Levu, dans la République des Îles Fidji. Elle a le statut officiel de ville depuis 1939.
L'économie de la ville repose principalement sur l'agriculture et l'industrie sucrière.
Labasa est dotée du plus grand hôpital de Vanua Levu. La ville a également deux hôtels, bien qu'elle reçoive peu de touristes, un cinéma, plusieurs restaurants, dont des restaurants chinois, et un marché. Elle est desservie par l'Aérodrome de Labasa.
La ville comptait 27 949 habitants en 2007.